# 2021년 8월
| 2021년: 1월 · 2월 · 3월 · 4월 · 5월 · 6월 · 7월 · 8월 · 9월 · 10월 · 11월 · 12월 |

| \| 2021년 8월 1일 (일요일) \| \| 편집 \| |  |      |
| 보건 - 코로나19 범유행 - 대한민국의 0시 기준 누적 확진자 수가 199,787명으로 집계되었다. 전날 0시 대비 1,442명(국내 1,386, 해외유입 56)이 늘었다. 스포츠 - 2020년 하계 올림픽 - 율리마르 로하스(Yulimar Rojas, 베네수엘라)가 여자 세단뛰기에서 15.67m를 뛰며 세계신기록을 작성과 함께 우승하였다. 종전 세계기록은 이네사 크라베츠(우크라이나)가 1995년 세계 육상 선수권 대회에서 세운 15.50m이다. 로하스의 금메달은 베네수엘라 여자 선수의 첫 올림픽 금메달로, 로하스는 앞서 2016년 하계 올림픽에서는 같은 종목 은메달을 기록, 베네수엘라의 첫 육상 종목 메달을 획득하기도 하였다. - 육상 남자 높이뛰기 - 대한민국의 우상혁 선수가 2m 35를 뛰어넘으며 대한민국 기록을 새롭게 썼다. 종전 기록은 이진택이 1997년 6월 20일 전국종별선수권대회에서 세운 2m 34로, 우상혁은 1cm를 경신하였다. 순위는 4위이다. - 공동 1위인 두 선수가 점프오프(jump off)없이 순위를 유지키로 하며, 109년만에 공동 금메달이 수여되었다. 무타즈 에사 바르심(Mutaz Essa Barshim, 카타르)과 잔마르코 탐베리(Gianmarco Tamberi이탈리아)가 금메달, 막심 네다세카우(Maksim Nedasekau, 벨라루스) 선수가 동메달을 기록하였다. 세 선수 모두 2m37을 뛰어넘었지만, 2m39를 실패하였으며, 막심 네다세카우는 2m 35를 1차시기에서 실패한 뒤 2m 37로 높이를 올려 성공했기 때문에 두 선수보다 순위가 밀렸다. 정치와 선거 - 2021년 미얀마 쿠데타: 미얀마 군부 민 아웅 흘라잉 총사령관이 과도 정부를 출범시키고, 스스로 총리에 올랐다. |  |      |
| 2021년 8월 1일 (일요일) |  | 편집 |

| 2021년 8월 1일 (일요일) |  | 편집 |

| \| 2021년 8월 2일 (월요일) \| \| 편집 \| |  |      |
| 보건 - 코로나19 범유행 - 대한민국의 0시 기준 누적 확진자 수가 201,002명으로 집계되었다. 전날 0시 대비 1,219명(국내 1,150, 해외유입 69)이 늘었다. 누계가 일부 정정(-4)되었다. 스포츠 - 2020년 하계 올림픽 - 2020년 하계 올림픽 체조 남자 도마에서 신재환(대한민국)이 금메달을 기록하였다. 14.783으로 데니스 아블랴진(러시아 올림픽 위원회 선수단, ROC) 선수와 동률을 이루었으나, 2차시기 14.833점으로 가장 높은 점수를 기록한 신 선수가 앞섰다. 아블랴진은 2012년 하계 올림픽에서는 양학선(대한민국), 2016년 하계 올림픽에서는 리세광(조선민주주의인민공화국)에 이어 도마 종목 세 번째 은메달을 기록하였으며, 이번 올림픽에서는 7월 26일 남자 체조 단체전에서 자신의 올림픽 첫 금메달을 기록하였다. 동메달은 아르투르 다브티안(아르메니아, 14.733점)이 차지하였다. |  |      |
| 2021년 8월 2일 (월요일) |  | 편집 |

| 2021년 8월 2일 (월요일) |  | 편집 |

| \| 2021년 8월 3일 (화요일) \| \| 편집 \| |  |      |
| 보건 - 코로나19 범유행 - 대한민국의 0시 기준 누적 확진자 수가 202,203명으로 집계되었다. 전날 0시 대비 1,202명(국내 1,152, 해외유입 50)이 늘었다. 누계가 일부 정정(-1)되었다. 스포츠 - 2020년 하계 올림픽 - 남자 허들 400m에서 카르스텐 바르홀름(Karsten Warholm, 노르웨이)이 45초 94의 세계신기록과 올림픽신기록을 작성하며 우승하였다. 자신이 7월 2일 오슬로에서 세웠던 기록인 46초 70을 0.76초 앞당기며, 첫 45초대 기록을 세웠다. 2위와 3위는 각각 개인 최고기록(PB)을 기록한 라이 벤자민(Rai Benjamin, 미국, 46초 17)과 앨리송 두스 산투스(Alison dos Santos, 브라질, 46초 72)가 차지하였다. |  |      |
| 2021년 8월 3일 (화요일) |  | 편집 |

| 2021년 8월 3일 (화요일) |  | 편집 |

| \| 2021년 8월 4일 (수요일) \| \| 편집 \| |  |      |
| 국제 관계 - 수단 내각이 국제형사재판소에 관한 로마 규정 조약을 만장 일치로 비준하였다. 군사·민간 합동 기구인 주권 위원회가 승인하면 비준이 완료된다. 보건 - 코로나19 범유행 - 대한민국의 0시 기준 누적 확진자 수가 203,926명으로 집계되었다. 전날 0시 대비 1,725명(국내 1,664, 해외유입 61)이 늘었다. 누계가 일부 정정(-2)되었다. - 인도네시아의 누적 사망자 수가 100,000명을 넘어섰다. 스포츠 - 2020년 하계 올림픽 - 벨라루스의 크리스치나 치마노우스카야가 오스트리아의 빈으로 출국하였으며, 빈을 거쳐 폴란드로 망명할 것으로 알려졌다. 치마노우스카야는 육상 100m와 200m 종목에 출전하였는데, 사전 논의없이 1,600m 계주에 포함된 것과 관련하여 코치진을 비판했다가 벨라루스 국가 올림픽 위원회에 의한 강제 송환 위기에 몰렸었다. 폴란드는 차마노우스카야와 그의 남편에게 인도주의 비자(Humanitarian visa)를 발급하였다. - 조지아의 라샤 탈라카제가 남자 역도 +109kg 최중량급 경기에서 인상 223, 용상 265, 합계 488kg으로 세계 신기록을 작성하며 올림픽 2연패를 달성하였다. 탈라카제는 자신의 종전 세계 기록을 모두 새롭게 썼다. 은메달은 이란의 알리 다부디(Ali Davoudi, 인상 200, 용상 241, 합계 441kg), 동메달은 시리아의 만 아사드(Man Asaad, 인상 190, 용상 234, 합계 424kg)가 차지하였다. 재해 - 2021년 터키 산불: 터키에서 지난 달인 7월 28일 부터 이어진 산불로 인하여 지금까지 최소 8명이 숨지고, 800명 이상이 부상을 입은 것으로 알려졌다. 건조한 날씨와 함께 폭염과 강한 바람이 산불의 원인으로 지목되었다. 정치와 선거 - 대한민국 제20대 대선, 국민의힘 후보 경선: 지난 7월 15일 국민의힘에 입당한 최재형 전 감사원장이 대선 출마 선언을 하였다. 제24대 감사원장을 지낸 최 전 원장은 지난 6월 28일, 잔여 임기 6개월여를 남겨둔 상태에서 사퇴하였다. |  |      |
| 2021년 8월 4일 (수요일) |  | 편집 |

| 2021년 8월 4일 (수요일) |  | 편집 |

| \| 2021년 8월 5일 (목요일) \| \| 편집 \| |  |      |
| 보건 - 코로나19 범유행 - 대한민국의 0시 기준 누적 확진자 수가 205,702명으로 집계되었다. 전날 0시 대비 1,776명(국내 1,717, 해외유입 59)이 늘었다. - 오스트레일리아 빅토리아주가 확진자 증가와 관련하여 뉴사우스웨일스주와 퀸즐랜드주에 이어 코로나19 봉쇄에 들어갔다. 대유행 이후 6번째 폐쇄이다. - 일본이 24시간 사이 신규 확진자 15,263명을 보고하였으며, 이중 5,042명이 도쿄에서 발생한 것으로 알려졌다. 누적 확진자 수는 전국 987,163명으로 집계되었다. - 카자흐스탄이 24시간 사이 7,792명이 신규 확진, 누적 확진자 수가 610,744명으로 집계되었다. - 태국이 24시간 동안 20,920명의 신규 확진을 보고, 이틀 연속 2만 명 이상이 신규 확진되었다. 누적 확진자 수는 693,305명으로 늘었다. 스포츠 - 2020년 하계 올림픽 - 부르키나파소의 휴즈 파브리스 장고(Hugues Fabrice Zango)가 17.44m의 기록으로 남자 세단뛰기에서 동메달을 기록, 부르키나파소의 첫 올림픽 메달리스트가 되었다. 금메달과 은메달은 17.98m를 뛴 페드로 피차르도(Pedro Pichardo, 포르투갈)와 17.57m를 뛴 주야밍(朱亚明, Zhu Yaming, 중화인민공화국)이 각각 차지하였다. |  |      |
| 2021년 8월 5일 (목요일) |  | 편집 |

| 2021년 8월 5일 (목요일) |  | 편집 |

| \| 2021년 8월 6일 (금요일) \| \| 편집 \| |  |      |
| 보건 - 코로나19 범유행 - 대한민국의 코로나19 범유행 - 대한민국의 0시 기준 누적 확진자 수가 207,406명으로 집계되었다. 전날 0시 대비 1,704명(국내 1,640, 해외유입 64)이 늘었다. - 김부겸 국무총리가 중앙재난안전대책본부 회의 발언을 통하여, 수도권 4단계, 그 외 지역 3단계인 사회적 거리두기 단계를 유지해 오는 8월 22일까지 2주간 적용하며, 사적 모임 제한 등도 현행대로 유지한다고 밝혔다. - 방역 당국은 8월 중, 2860만 회분의 아스트라제네카 백신, 화이자 백신, 모더나 백신이 도입 예정이라고 발표하였다. |  |      |
| 2021년 8월 6일 (금요일) |  | 편집 |

| 2021년 8월 6일 (금요일) |  | 편집 |

| \| 2021년 8월 7일 (토요일) \| \| 편집 \| |  |      |
| 보건 - 코로나19 범유행 - 대한민국의 0시 기준 누적 확진자 수가 209,228명으로 집계되었다. 전날 0시 대비 1,823명(국내 1,762, 해외유입 61)이 늘었다. 누계가 일부 정정(-1)되었다. - 일본의 누적 확진자 수가 100만 명을 넘어섰다. 누적 확진자 수는 1,001,281명으로 집계되었다. 스포츠 - 2020년 하계 올림픽 - 남자 창던지기에서 인도의 니라지 초프라(Neeraj Chopra)가 우승하였다. - 인도의 첫 육상 종목 금메달이자, 두 번째 개인 종목 금메달이다. 인도는 그동안 10개의 올림픽 금메달을 기록하였는데, 이 중 8개가 단체전 종목인 필드하키에서 나왔다. - 2008년 하계 올림픽 이후 13년 만의 금메달이다. 2008년 당시 아비나브 빈드라가 사격 남자 10m 공기소총)에서 인도 최초의 개인 종목 금메달을 기록하였다. - 여자 리듬 체조 개인 종합에서 이스라엘의 리노이 아쉬람(Linoy Ashram)이 금메달을 기록였다. - 러시아 올림픽 위원회(ROC)의 디나 아베리나(Dina Averina)가 은메달, 벨라루스의 알리나 하르나스코(Alina Harnasko)가 동메달을 기록하였다. - 이 종목에서 러시아가 아닌 다른 나라 선수가 금메달을 기록하는 것은 1996년 하계 올림픽 우승자인 우크라이나의 카테리나 세레브랸스카(Kateryna Serebrianska) 이후 처음으로, 이후 치러진 다섯 차례에 올림픽에서는 러시아 선수가 금메달을 기록하였다. |  |      |
| 2021년 8월 7일 (토요일) |  | 편집 |

| 2021년 8월 7일 (토요일) |  | 편집 |

| \| 2021년 8월 8일 (일요일) \| \| 편집 \| |  |      |
| 보건 - 코로나19 범유행 - 대한민국의 0시 기준 누적 확진자 수가 210,956명으로 집계되었다. 전날 0시 대비 1,729명(국내 1,670, 해외유입 59)이 늘었다. 누계가 일부 정정(-1)되었다. 스포츠 - 2020년 하계 올림픽 - 2020년 하계 올림픽 폐막식 - 도쿄 국립경기장에서 폐막식이 열렸다. - 폐막식 행사 중 마라톤 여자 부문 시상식과 남자 부문 시상식을 진행하였다. 여자 부문의 폐막식 행사 중 시상은 이번이 처음이다. - 올림픽기가 강하되어 고이케 유리코 도지사와 토마스 바흐 국제 올림픽 위원회 위원장을 거쳐, 3년 뒤 열릴 차기 대회인 2024년 하계 올림픽 개최 도시인 프랑스 파리의 안 이달고 시장에게 이양되었다. - 남자 마라톤: 케냐의 엘리우드 킵초게가 우승, 역대 세 번째로 올림픽 마라톤 2연패를 기록하였다. - 여자 배구: 미국 대표팀이 브라질 대표팀을 세트스코어 3:0으로 꺾고 우승하였다. 미국의 첫 올림픽 여자 배구 금메달이다. 정치와 선거 - 2021년 미얀마 시위: 8888 항쟁을 기념하기 위한 시위가 미얀마 전역에서 벌어졌다. |  |      |
| 2021년 8월 8일 (일요일) |  | 편집 |

| 2021년 8월 8일 (일요일) |  | 편집 |

| \| 2021년 8월 9일 (월요일) \| \| 편집 \| |  |      |
| 국제 관계 - 기후 변화에 관한 정부간 협의체(IPCC)가 2013년 제5차 보고서 발표이후, 약 8년여 만에 제6차 보고서(IPCC Sixth Assessment Report)를 내놓았다. 제6차 보고서는 온실가스 감축을 최소하하지 않을 경우 20년 이내(2021~2040년)에 지구의 평균기온이 1.5도 상승할 가능성이 매우 높다고 발표하였다. 2018년 발표한 특별보고서에서 거론된 시점인 오는 2030년~2052년 사이보다 9~12년이 빨라진 것이다. 법과 범죄 - 대한민국 법무부가 8월 15일 광복절 기념 가석방을 심사하기 위한 가석방심사위원회 진행하였으며, 이를 통하여 수감자 1,057명에 대한 심사를 거쳐, 810명에 대한 가석방을 허가했다고 밝혔다. 8월 13일 오전 10시, 서울구치소에 수감된 이재용 삼성전자 부회장을 비롯하여, 전국 54개 교정 시설에서 가석방 허가자들이 출소할 예정으로 알려졌다. 보건 - 코로나19 범유행 - 대한민국의 0시 기준 누적 확진자 수가 212,448명으로 집계되었다. 전날 0시 대비 1,492명(국내 1,455, 해외유입 37)이 늘었다. 재해 - 그리스 에비아섬에 큰 산불이 발생하여 수 백명이 대피하였다. |  |      |
| 2021년 8월 9일 (월요일) |  | 편집 |

| 2021년 8월 9일 (월요일) |  | 편집 |

| \| 2021년 8월 10일 (화요일) \| \| 편집 \| |  |      |
| 보건 - 코로나19 범유행 - 대한민국의 0시 기준 누적 확진자 수가 213,987명으로 집계되었다. 전날 0시 대비 1,540명(국내 1,476, 해외유입 64)이 늘었다. 누계 일부가 정정(-1)되었다. 정치와 선거 - 미국의 앤드루 쿠오모 뉴욕 주지사가 자신에 대한 성추행 의혹을 전면 부인하며, 사퇴 의사를 밝혔다. 지난 8월 3일 검찰 조사 결과 발표 이후 1주일 만이다. 이에 따라 오는 8월 24일 쿠오모 주지사가 사퇴하고, 캐시 호컬(Kathy Hochul) 뉴욕주 부주지사가 주지사직을 승계할 것으로 알려졌다. |  |      |
| 2021년 8월 10일 (화요일) |  | 편집 |

| 2021년 8월 10일 (화요일) |  | 편집 |

| \| 2021년 8월 11일 (수요일) \| \| 편집 \| |  |      |
| 보건 - 코로나19 범유행 - 대한민국의 하루 신규 확진자 수가 처음으로 2,000명을 넘었다. 8월 11일 0시 기준 누적 확진자 수가 216,206명으로 집계, 전날 0시 대비 2,223명(국내 2,145, 해외유입 78)이 늘었다. 그리고 누계 일부가 정정(-4)되었다. 스포츠 - 축구 선수 리오넬 메시가 FC 바르셀로나에서 이적료 없이 파리 생제르맹 FC(PSG)로 이적하였다. PSG와 메시는 계약 기간 2년에 1년 연장 옵션으로 계약하였으며, 등번호 30번을 달 것으로 알려졌다. 메시는 2001년 바로셀로나의 청소년 클럽에 합류해 라 마시아에 따라 육성되었고, 이번 이적 전까지 줄곧 바르셀로나 구단에서 선수 생활을 해왔다. |  |      |
| 2021년 8월 11일 (수요일) |  | 편집 |

| 2021년 8월 11일 (수요일) |  | 편집 |

| \| 2021년 8월 12일 (목요일) \| \| 편집 \| |  |      |
| 보건 - 코로나19 범유행 - 대한민국의 0시 기준 누적 확진자 수가 218,192명으로 집계되었다. 전날 0시 대비 1,987명(국내 1,947, 해외유입 40)이 늘었다. 누계 일부가 정정(-1)되었다. 정치와 선거 - 잠비아의 대통령에 하카인데 히칠레마가 당선되었다. 히칠레마 당선자는 6수째인 이번 선거에서 59.38%의 득표율로 승리, 대통령에 당선되었다. |  |      |
| 2021년 8월 12일 (목요일) |  | 편집 |

| 2021년 8월 12일 (목요일) |  | 편집 |

| \| 2021년 8월 13일 (금요일) \| \| 편집 \| |  |      |
| 보건 - 코로나19 범유행 - 대한민국의 0시 기준 누적 확진자 수가 220,182명으로 집계되었다. 전날 0시 대비 1,990명(국내 1,913, 해외유입 77)이 늘었다. - 미국 질병통제예방센터(CDC) 자문위원회가 고위험군에 대한 부스터샷을 만장일치로 권고하였다. 대상은 성인 중 약 2.7% 가량이다. - 일본의 코로나19 범유행 - 일본의 하루사이 신규 확진자 수가 처음으로 20,000명을 넘어섰다. 일본방송협회(NHK)에 따르면, 8월 13일 18시 45분 기준, 신규 확진자는 20,366명 증가한 것으로 집계되었다. - 11일 15,808명, 12일 18,889명에 이어 사흘 연속으로 신규 확진자 수 최다 기록하며 확진자가 폭증하고 있다. 이중 수도 도쿄의 확진자 증가는 5,773명이다. 재해 - 2021년 허난 홍수: 중화인민공화국 허난성 일대에 지난 7월 중순부터 이어진 홍수로 지금까지 최소 323명이 숨지고, 50명 이상이 숨졌다. 정치와 선거 - 뉴욕주 의회(New York State Assembly)앤드루 쿠오모 뉴욕주 주지사에 대한 탄핵 조사를 중단할 것으로 알려졌다. 쿠오모 주지사는 지난 8월 10일 사퇴 의사를 밝혔으며, 오는 8월 24일 사임할 것으로 알려진 상태이다. |  |      |
| 2021년 8월 13일 (금요일) |  | 편집 |

| 2021년 8월 13일 (금요일) |  | 편집 |

| \| 2021년 8월 14일 (토요일) \| \| 편집 \| |  |      |
| 군사 - 대한민국 조성태 제35대 국방부 장관이 숨졌다. 조 전장관은 육군 제1군단 군단장, 제2작전사령관 등을 역임하고 1996년 대장 예편하였으며, 이후 국방부 장관, 제17대 국회의원 등을 지냈다. 무력 충돌과 공격 - 아프가니스탄의 마자르이샤리프가 탈레반에 함락되었다. 북부 주요 도시 중 하나인 마자르이샤리프의 함락으로 수도 카불 외의 주요 도시가 모두 탈레반에 장악되었다. 관련하여 미국 당국은 자국민 철수를 위한 병력을 5,000명으로 1,000명 증원하여 투입하기로 하였다. 보건 - 코로나19 범유행 - 대한민국의 0시 기준 누적 확진자 수가 222,111명으로 집계되었다. 전날 0시 대비 1,930명(국내 1,860, 해외유입 70)이 늘었다. 누계각 일부 정정(-1)되었다. - 미국이 동맹국인 대한민국에 얀센 코로나19 백신 40만회분을 공여한다고 발표하였다. 얀센의 백신은 1회 접종으로 접종이 완료되는 백신으로, 40만 명분에 해당한다. - 필리핀의 누적 사망자 수가 30,000명을 넘어섰다. 하루 사이 232명이 숨지며 누적 사망자 수는 30,070명으로 집계되었고, 전날 대비 누적 확진자 수는 13,929명이 증가한 1,727,231명으로 집계되었다. 재해 - 2021년 아이티 지진: 카리브해 섬나라인 아이티에 모멘트 규모 7.2의 지진이 발생하였다. 지진으로 인하여 최소 304명이 숨진 것으로 알려졌다. |  |      |
| 2021년 8월 14일 (토요일) |  | 편집 |

| 2021년 8월 14일 (토요일) |  | 편집 |

| \| 2021년 8월 15일 (일요일) \| \| 편집 \| |  |      |
| 국제 관계 - 홍범도 장군의 유해가 카자흐스탄에서 대한민국으로 봉환되었다. 홍 장군은 1920년 봉오동 전투, 청산리 전투의 지휘관이다. - 대한민국 특사단이 카자흐스탄에 파견되어 봉환이 이루어졌으며, 8월 16일과 17일 양일간 추모기간을 갖고 18일 국립대전현충원에 안장된다. 당국자는 건국훈장 대한민국장(1등급)을 승격 추서할 예정이라고 설명하였다. - 이번 봉환은 16일~17일 대한민국을 방문하는 카심조마르트 토카예프 카자흐스탄 대통령의 국빈 방문에 맞추어 이루어졌으며, 양국 정상은 오는 8월 17일 정상회담을 갖는 것으로 알려졌다. 무력 충돌과 공격 - 2021년 카불 함락: 아프가니스탄의 수도 카불에 탈레반 진입이 시작되었으며, 아슈라프 가니 대통령은 타지키스탄으로 출국한 것으로 알려졌다. 권력이 과도 정부로 이양될 것이며, 과도 정부의 수반으로는 내무장관을 지낸 알리 아마드 자랄리(Ali Ahmad Jalali)가 거론되는 것으로 알려졌다. 보건 - 코로나19 범유행 - 대한민국의 코로나19 범유행 - 대한민국의 0시 기준 누적 확진자 수가 223,928명으로 집계되었다. 전날 0시 대비 1,817명(국내 1,749, 해외유입 68)이 늘었다. - 8월 14일 미국이 공여한다고 발표한 얀센 백신 40만명분이 인천국제공항을 통해 도착하였다. 이는 2021년 한미정상회담 후 55만회분 공여 발표 이후 6월 5일 두 배 가량인 도착한 1,012,800명분에 이은 두 번째 백신 공여이다. 사회 - 대한민국 문재인 대통령이 제76주년 광복절 경축식 행사에서 홍범도 장군 유해 봉환을 설명하고, 독립유공자와 후손에 대한 감사 인사 등을 전하고 경축사를 발표하였다. 감염증 유행으로 인하여 경축식 행사는 문화역서울 284에서 소규모로 진행되었다. 스포츠 - 독일의 축구인 게르트 뮐러가 숨졌다. 뮐러는 독일 축구의 전설(레전드)적인 선수로 꼽힌다. - 뮐러는 1960년대와 1970년대 축구 선수로 활동하며, 분데스리가 통산 득점 1위(427경기 출장, 365골)의 기록을 세웠다. 그리고 정규리그 득점왕에 7차례 올랐다. - 1971년~72년 시즌에 기록한 40골의 단일 시즌 최다골 기록은 49년간이어지다가, 2020년~21년 시즌에서 로베르트 레반도프스키(FC 바이에른 뮌헨)가 41골로 경신하였고, 1970년 멕시코 월드컵에서는 10골로 득점왕, 1974년 서독 월드컵에서는 4골을 추가하며, FIFA 월드컵 통산 14골을 기록하였는데, 이는 2006년 독일 월드컵에서 호나우두가 15번째 월드컵 골을 기록할 때까지 32년간 월드컵 최다 득점 기록이었다. |  |      |
| 2021년 8월 15일 (일요일) |  | 편집 |

| 2021년 8월 15일 (일요일) |  | 편집 |

| \| 2021년 8월 16일 (월요일) \| \| 편집 \| |  |      |
| 군사 - 한미연합훈련: 대한민국과 미국이 2021년도 후반기 연합훈련을 개시한다. 이번 훈련은 9일간 실시할 예정이다. 감염증 유행과 관련하여 백신 접종을 완료한 인원만 참가하며, 전체 인원에 대한 중합효소 연쇄 반응(PCR) 검사를 실시한 것으로 알려졌다. 보건 - 코로나19 범유행 - 대한민국의 0시 기준 누적 확진자 수가 225,481명으로 집계되었다. 전날 0시 대비 1,556명(국내 1,493, 해외유입 63)이 늘었다. 누계가 일부 정정(-3)되었다. 정치와 선거 - 대한민국 제20대 대통령 선거: 국민의당 안철수 당대표가 기자회견을 열어, 정권 교체 가능성이 낮아 국민의힘과의 합당이 바람직하지 않다는 결론에 이르렀다며, 합당 논의가 결렬되었음을 밝혔다. 이와 함께 차기 대선에 출마할 가능성이 있음을 시사하였다. 안 대표는 2021년 4월 서울시장 보궐선거 과정에서, 차기 대선 불출마를 선언했었다. 국민의당은 이와 관련하여 당헌·당규 개정에 나설 것으로 알려졌다. |  |      |
| 2021년 8월 16일 (월요일) |  | 편집 |

| 2021년 8월 16일 (월요일) |  | 편집 |

| \| 2021년 8월 17일 (화요일) \| \| 편집 \| |  |      |
| 국제 관계 - 대한민국 청와대에서 문재인 대한민국 대통령과 카심조마르트 토카예프 카자흐스탄 대통령이 정상회담을 갖고, 양국의 전략적 동반자 관계를 발전시키기 위한 실질 협력 방안에 대해 논의하였다. 양국은 기록 관리, 무역 협력, 수자원 관리, 홍범도 장군 묘역 관리와 지역개발, 경제협력위원회 설립 등 다섯 개 분야 협력 내용을 담은 양해각서(MOU)를 체결하고, 여러 현안과 국제 무대에서의 양국 협력 강화 등 논의 내용 24가지 조항을 담은 공동 성명을 채택하였다. 토카예프 대통령의 국빈 방문은 감염증 유행 이후 첫 외국 정상의 대한민국 방문이다. 보건 - 코로나19 범유행 - 대한민국의 0시 기준 누적 확진자 수가 226,854명으로 집계되었다. 전날 0시 대비 1,373명(국내 1,323, 해외유입 50)이 늘었다. 사회 - 대한민국 정부가 홍범도 장군에 건국훈장 대한민국장(1등급)을 추가 서훈하였다. 홍 장군의 유해는 지난 8월 15일 카자흐스탄에서 대한민국으로 봉환되었으며, 8월 18일 국립대전현충원에 안장될 예정이다. |  |      |
| 2021년 8월 17일 (화요일) |  | 편집 |

| 2021년 8월 17일 (화요일) |  | 편집 |

| \| 2021년 8월 18일 (수요일) \| \| 편집 \| |  |      |
| 보건 - 코로나19 범유행 - 대한민국의 0시 기준 누적 확진자 수가 228,657명으로 집계되었다. 전날 0시 대비 1,805명(국내 1,767, 해외유입 38)이 늘었다. 누계가 일부 정정(-2)되었다. - 미국 로셸 월렌스키(Rochelle Walensky) 질병통제예방센터(CDC) 국장, 식품의약국(FDA) 재닛 우드콕(Janet Woodcock)국장 대행, 앤서니 파우치 국립 알레르기·전염병 연구소(NIAID) 소장 등이 공동성명을 내고, 오는 9월 20일부터 모든 미국인에 부스터샷(booster shoot, 백신 추가 접종)을 제공하겠다고 발표하였다. - 베트남의 누적 확진자 수가 300,000명을 넘어섰다. 사회 - 홍범도 장군의 유해가 국립대전현충원에 안장되었다. 홍 장군의 유해는 지난 8월 15일 카자흐스탄에서 대한민국으로 봉환되었다. 스포츠 - 일본 그랑프리: 감염증 유행으로 오는 10월 8일부터 3일간 예정되어있던 포뮬러 원 2021년 일본 그랑프리 대회가 취소되었다. 지난해에 같은 이유로 대회가 취소되었으며, 2년 연속으로 대회가 취소되었다. |  |      |
| 2021년 8월 18일 (수요일) |  | 편집 |

| 2021년 8월 18일 (수요일) |  | 편집 |

| \| 2021년 8월 19일 (목요일) \| \| 편집 \| |  |      |
| 보건 - 코로나19 범유행 - 대한민국의 0시 기준 누적 확진자 수가 230,808명으로 집계되었다. 전날 0시 대비 2,152명(국내 2,114, 해외유입 38)이 늘었다. 누계가 일부 정정(-1)되었다. - 이란의 누적 사망자 수가 100,000명을 넘어섰다. - 이스라엘이 백신 추가 접종(부스터샷) 대상자를 40대 이상 성인과 교직원까지 확대키로 하였다. 이스라엘은 지난 7월 29일에 60세 이상 고령자를 대상으로 백신 추가 접종을 개시하였으며, 16일에는 부스터샷 접종자 수가 100만명을 넘어섰다. 재해 - 2021년 아이티 지진: 지진으로 인한 사망자가 최소 2,189명, 최소 부상자가 12,268명으로 집계되었다. |  |      |
| 2021년 8월 19일 (목요일) |  | 편집 |

| 2021년 8월 19일 (목요일) |  | 편집 |

| \| 2021년 8월 20일 (금요일) \| \| 편집 \| |  |      |
| 보건 - 코로나19 범유행 - 대한민국의 0시 기준 누적 확진자 수가 232,859명으로 집계되었다. 전날 0시 대비 2,052명(국내 2,001, 해외유입 51)이 늘었다. 누계가 일부 정정(-1)되었다. - 말레이시아의 하루 확진자 수가 3일 연속 2만 명 이상으로 집계되었다. 누적 확진자 수는 150만명을 넘어서, 151만여 명으로 집계되었다. - 태국의 누적 확진자 수가 1,000,000명을 넘어섰다. |  |      |
| 2021년 8월 20일 (금요일) |  | 편집 |

| 2021년 8월 20일 (금요일) |  | 편집 |

| \| 2021년 8월 21일 (토요일) \| \| 편집 \| |  |      |
| 보건 - 코로나19 범유행 - 대한민국의 0시 기준 누적 확진자 수가 234,739명으로 집계되었다. 전날 0시 대비 1,880명(국내 1,814, 해외유입 66)이 늘었다. 재해 - 대한민국 전라북도 군산시 어청도 서남서쪽 124km 해역에서 규모 4.0의 지진이 발생하였다. - 미국 테네시주 중부에 기록적인 폭우가 내리며 홍수가 발생, 최소 22명이 숨지고, 50여 명이 실종되었다. 테네시강 유역 개발 공사의 강우량계에 따르면, 맥웬(McEwen) 지역은 하루(24시간) 432mm의 강우량을 기록하였다. 홍수와 관련하여 딕슨(Dickson), 힉맨(Hickman), 휴스턴(Houston), 험프리(Humphreys) 카운티에는 3단계 비상사태가 선포되었고, 한 때 험프리 카운티 3,500여 세대를 포함한 4,200여 세대 이상이 정전 피해를 겪었다. 정치와 선거 - 말레이시아에서 이스마일 사브리 야콥이 새 총리에 취임하였다. |  |      |
| 2021년 8월 21일 (토요일) |  | 편집 |

| 2021년 8월 21일 (토요일) |  | 편집 |

| \| 2021년 8월 22일 (일요일) \| \| 편집 \| |  |      |
| 보건 - 코로나19 범유행 - 대한민국의 코로나19 범유행 - 대한민국의 0시 기준 누적 확진자 수가 236,366명으로 집계되었다. 전날 0시 대비 1,628명(국내 1,590, 해외유입 38)이 늘었다. 누계가 일부 정정(-1)되었다. - 코로나19 백신 1차 접종자 비율이 50%를 넘어선 50.4%로 접종을 완료한 인구 비율은 22.5%로 집계되었다. |  |      |
| 2021년 8월 22일 (일요일) |  | 편집 |

| 2021년 8월 22일 (일요일) |  | 편집 |

| \| 2021년 8월 23일 (월요일) \| \| 편집 \| |  |      |
| 보건 - 코로나19 범유행 - 대한민국의 0시 기준 누적 확진자 수가 237,782명으로 집계되었다. 전날 0시 대비 1,418명(국내 1,370, 해외유입 48)이 늘었다. 누계가 일부 정정(-2)되었다. - 미국 식품의약국(FDA)이 화이자-바이온텍 코로나19 백신의 16세 이상 사용에 대해 정식 승인하였다. 12세부터 15세까지는 현재의 긴급사용 상태가 유지된다. 재해 - 제12호 태풍 오마이스가 대한민국 제주도 동쪽을 관통해 경상남도 고성군에 상륙하였다. 태풍은 경상도 지역에 많은 비를 뿌리고, 오는 24일 동해상으로 빠져나가 온대 저기압으로 변질될 것으로 전망되었다. 정치와 선거 - 대한민국 제20대 대통령 선거 - 대한민국 제20대 대통령 선거 국민의힘 후보 경선: 국민의힘 이준석 당대표가 경선 선거관리위원장에 정홍원 전 국무총리를 임명한다고 밝혔다. 정 전 총리는 박근혜 정부 첫 총리로 제43대 국무총리를 역임하였으며, 지난 19대 총선에서는 새누리당 공천관리위원장을 맡기도 하였다. - 대한민국 제20대 대통령 선거 정의당 후보 경선: 이정미 전 당대표가 대선 출마를 선언하였다. 이 전대표는 정의당 제2·3대 부대표를 거쳐 제4대 당대표를 역임하였으며, 제20대 국회의원(비례대표)를 지냈다. |  |      |
| 2021년 8월 23일 (월요일) |  | 편집 |

| 2021년 8월 23일 (월요일) |  | 편집 |

| \| 2021년 8월 24일 (화요일) \| \| 편집 \| |  |      |
| 보건 - 코로나19 범유행 - 대한민국의 0시 기준 누적 확진자 수가 239,287명으로 집계되었다. 전날 0시 대비 1,509명(국내 1,470, 해외유입 39)이 늘었다. 누계가 일부 정정(-4)되었다. 스포츠 - 2020년 하계 패럴림픽이 일본 도쿄에서 개최되었다. 대회는 오는 9월 5일까지 진행될 예정이다. 2020년 하계 올림픽과 마찬가지로, 감염증 유행으로 인하여 대회 개최가 1년 지연되었다. |  |      |
| 2021년 8월 24일 (화요일) |  | 편집 |

| 2021년 8월 24일 (화요일) |  | 편집 |

| \| 2021년 8월 25일 (수요일) \| \| 편집 \| |  |      |
| 보건 - 코로나19 범유행 - 대한민국의 0시 기준 누적 확진자 수가 241,439명으로 집계되었다. 전날 0시 대비 2,155명(국내 2,114, 해외유입 41)이 늘었다. 누계가 일부 정정(-3)되었다. |  |      |
| 2021년 8월 25일 (수요일) |  | 편집 |

| 2021년 8월 25일 (수요일) |  | 편집 |

| \| 2021년 8월 26일 (목요일) \| \| 편집 \| |  |      |
| 경제와 비즈니스 - 한국은행 기준금리: 한국은행(한은)이 금융통화위원회(금통위)를 열고, 기준금리 0.25%p 인상을 결정하였다. 이에 따라 금리는 종전 0.5%에서 0.75%로 상승하였다. 한은은 지난 2020년 5월 28일 0.25%p를 인하한 이후, 2021년 7월 15일까지 아홉 차례 금리 유지 결정을 하였다. 마지막 금리 인상은 33개월 전인 2018년 11월로, 당시 0.25%p를 인상, 1.50%이던 금리를 1.75%로 조정하였다. 이주열 한국은행 총재는 이어진 기자회견 자리에서 추가적인 금리 인상을 시사하였다. 무력 충돌과 공격 - 2021년 카불 공항 테러: 아프가니스탄 카불 국제공항 인근에서 자살 폭탄 테러가 발생, 최소 103명 이상이 숨졌다. 보건 - 코로나19 범유행 - 대한민국의 0시 기준 누적 확진자 수가 243,317명으로 집계되었다. 전날 0시 대비 1,882명(국내 1,829, 해외유입 53)이 늘었다. 누계가 일부 정정(-4)되었다. |  |      |
| 2021년 8월 26일 (목요일) |  | 편집 |

| 2021년 8월 26일 (목요일) |  | 편집 |

| \| 2021년 8월 27일 (금요일) \| \| 편집 \| |  |      |
| 보건 - 코로나19 범유행 - 대한민국의 0시 기준 누적 확진자 수가 245,158명으로 집계되었다. 전날 0시 대비 1,841명(국내 1,811, 해외유입 30)이 늘었다. |  |      |
| 2021년 8월 27일 (금요일) |  | 편집 |

| 2021년 8월 27일 (금요일) |  | 편집 |

| \| 2021년 8월 28일 (토요일) \| \| 편집 \| |  |      |
| 보건 - 코로나19 범유행 - 대한민국의 0시 기준 누적 확진자 수가 246,951명으로 집계되었다. 전날 0시 대비 1,793명(국내 1,738, 해외유입 55)이 늘었다. |  |      |
| 2021년 8월 28일 (토요일) |  | 편집 |

| 2021년 8월 28일 (토요일) |  | 편집 |

| \| 2021년 8월 29일 (일요일) \| \| 편집 \| |  |      |
| 보건 - 코로나19 범유행 - 대한민국의 0시 기준 누적 확진자 수가 248,568명으로 집계되었다. 전날 0시 대비 1,619명(국내 1,576, 해외유입 43)이 늘었다. 누계가 일부 정정(-2)되었다. - 싱가포르의 백신 완전한 예방 접종을 마친 사람의 비율이 80%를 넘어섰다. 정치와 선거 - 대한민국 제20대 대통령 선거, 정의당 후보 경선: 정의당의 심상정 의원이 대선 출마를 선언하였다. 심 의원은 지난 8월 12일 대선 출마를 시사하으며, 이번이 네 번째 대선 도전이다. 심 의원은 제17·19·20·21대 국회의원으로, 정의당 원내대표와 당대표를 역임하기도 하였다. |  |      |
| 2021년 8월 29일 (일요일) |  | 편집 |

| 2021년 8월 29일 (일요일) |  | 편집 |

| \| 2021년 8월 30일 (월요일) \| \| 편집 \| |  |      |
| 군사 - 미군의 아프가니스탄 철수: 미국의 조 바이든 대통령이 철수 완료 및 2001년 10월 미국의 아프가니스탄 침공 이후 이어진 아프가니스탄 전쟁의 종전을 확인하였다. 미군은 크리스토퍼 도나휴(Christopher T. Donahue) 육군 소장이 마지막으로 C-17 수송기에 오르며, 철수 작전을 마쳤다. 보건 - 코로나19 범유행 - 대한민국의 0시 기준 누적 확진자 수가 250,051명으로 집계되었다. 전날 0시 대비 1,487명(국내 1,426, 해외유입 61)이 늘었다. 누계가 일부 정정(-4)되었다. |  |      |
| 2021년 8월 30일 (월요일) |  | 편집 |

| 2021년 8월 30일 (월요일) |  | 편집 |

| \| 2021년 8월 31일 (화요일) \| \| 편집 \| |  |      |
| 문화와 예술 - 대한민국의 서울극장이 문을 닫았다. 서울특별시 종로구에 위치한 서울극장은, 합동영화주식회사가 지난 1978년 세기극장을 인수해 운영해온 극장이다. 코로나19 감염증 유행의 장기화에 따른 경영 악화로 최근 매각과 폐관이 결정된 것으로 알려졌다. 보건 - 코로나19 범유행 - 대한민국의 0시 기준 누적 확진자 수가 251,421명으로 집계되었다. 전날 0시 대비 1,372명(국내 1,333, 해외유입 39)이 늘었다. 누계가 일부 정정(-2)되었다. 정치와 선거 - 에스토니아의 차기 대통령에 알라 카리스(알라 카리스)가 당선되었다. - 카리스는 리기코구(의회)에서 실시된 1차 선거에서 63표를 얻었다. 당선 기준인 3분의 2(=101표 중 68표) 미치지 못하였다. 그러나 과반을 자치, 하원의원과 지방 정부 대표 등으로 구성된 선거인단 투표로 넘어가지 않고, 의회 2차 투표(결선 투표)가 치러졌다. 2차 투표에서는 72표를 득표, 당선되었다. 오는 10월 11일 대통령에 취임하게 된다. - 케르스티 칼률라이드 현 대통령은 입후보에 필요한 리기코구 의원 최소 지명(21명) 기준을 충족하지 못하였고, 카리스가 단독 후보로 나섰다. - 대한민국 제21대 국회: 여야의 합의에 따라 상임위원회 위원장을 교체 선출하고, 법제사법위원회의 권한 축소와 관련하여 국회법을 개정하였다. 그리고 정진석(국민의힘, 5선) 의원을 야당 몫 국회부의장에 선출하였다. |  |      |
| 2021년 8월 31일 (화요일) |  | 편집 |

| 2021년 8월 31일 (화요일) |  | 편집 |

| <           | 2021년 8월 | 2021년 8월 | 2021년 8월 | 2021년 8월 | 2021년 8월 | >          |
| 일          | 월         | 화         | 수         | 목         | 금         | 토         |
| 1 6.23 신사 | 2 24 임오  | 3 25 계미  | 4 26 갑신  | 5 27 을유  | 6 28 병술  | 7 29 정해  |
| 8 7.1 무자  | 9 2 기축   | 10 3 경인  | 11 4 신묘  | 12 5 임진  | 13 6 계사  | 14 7 갑오  |
| 15 8 을미   | 16 9 병신  | 17 10 정유 | 18 11 무술 | 19 12 기해 | 20 13 경자 | 21 14 신축 |
| 22 15 임인  | 23 16 계묘 | 24 17 갑진 | 25 18 을사 | 26 19 병오 | 27 20 정미 | 28 21 무신 |
| 29 22 기유  | 30 23 경술 | 31 24 신해 |            |            |            |            |

| - 2021년 - 7월 - 8월 - 9월 - 12일: 잠비아 총선거 편집하기 - 31일: 에스토니아 대통령 선거 |